# TR-125
Le prototype TR-125 (en roumain : Tanc Românesc 125) est un char de combat principal de conception roumaine, construit uniquement avec des composants d'origine locale. Il est inspiré du T-72 soviétique. Plusieurs prototypes sont construits à partir de 1987 ; la fin de la guerre froide et des problèmes financiers mettent fin à ce modèle avant que la production de masse n'ait commencé.